# 福建南路
福建南路是中國上海市黃浦區一條南北走向道路，南起人民路，北至延安东路與福建中路相連。全长370米。

## 歷史
道路建於清朝同治二年（1863年），道路起初名為杜浪路（Rue Tourane）。同治十一年（1872年）改名图雷纳路。光绪二年（1876年）改名郑家木桥路。中華民国32年（1943年）改名永泰路。中華民国35年（1946）又改名福建南路。
中華民國大陸時期，福建南路上有三十余家賣布的商店，此外還有七家缝纫机銷售商。中華人民共和國建國後一段時間內，道路上依然有缝纫机贸易中心以及纺织品交易中心。